# Lista de municípios de São Paulo por área (1911)

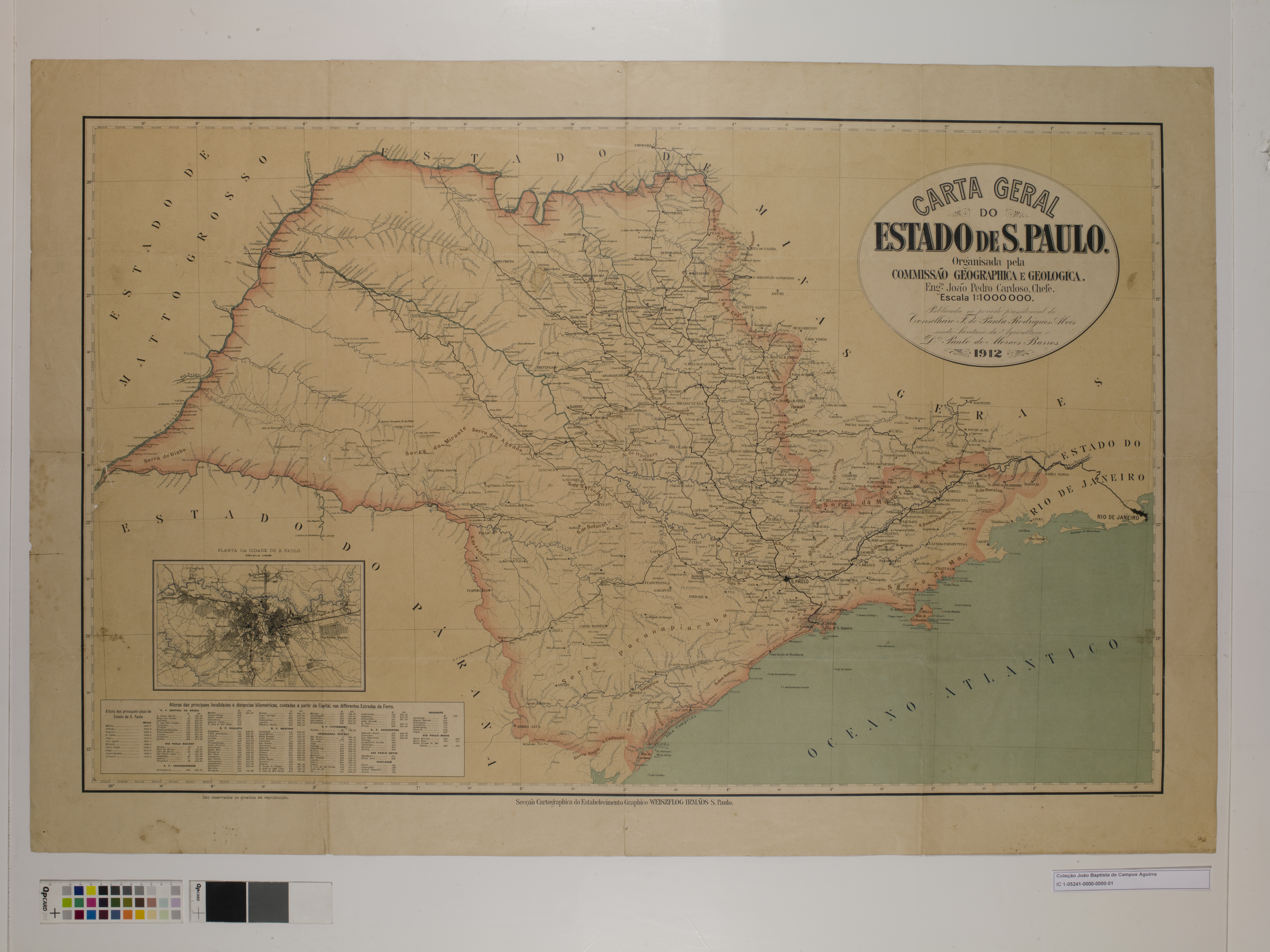
Mapa do estado de São Paulo (1912).

Esta é a divisão territorial administrativa do estado de São Paulo vigente no ano de 1911, incluindo a área territorial dos municípios, com os topônimos e a ortografia da época. O estado de São Paulo possuía 172 municípios até 1910 e passou a contar com 174 municípios em 1911. Também no mesmo período foram criados distritos.
|      | Nome                                                                              | Área (km2) | Mun. | Distr. | Distr. policial |
| ---- | --------------------------------------------------------------------------------- | ---------- | ---- | ------ | --------------- |
| 1º   | Campos Novos do Paranapanema                                                      | 30080,0    | 1885 | 1880   | 1878            |
|      | Porto Tibiriçá (distrito policial de Campos Novos do Paranapanema)                |            |      |        | 1906            |
|      | Conceição do Monte Alegre (distrito de Campos Novos do Paranapanema)              |            | 1896 | 1891   | 1882            |
|      | Platina (distrito de Campos Novos do Paranapanema)                                |            |      | 1894   | 1893            |
| 2º   | Rio Preto                                                                         | 24530,0    | 1894 | 1879   | 1855            |
|      | Três Córregos (distrito policial de Rio Preto)                                    |            |      |        | 1910            |
|      | Avanhandava (distrito de Rio Preto)                                               |            |      | 1907   | 1905            |
|      | São Jeronymo (distrito policial de Rio Preto)                                     |            |      |        | 1905            |
|      | Serradão (distrito policial de Rio Preto)                                         |            |      |        | 1908            |
|      | Ibirá (distrito de Rio Preto)                                                     |            |      | 1906   | 1901            |
|      | Itapirema (distrito de Rio Preto)                                                 |            |      | 1908   | 1908            |
|      | Monte Bello (distrito policial de Rio Preto)                                      |            |      |        | 1908            |
|      | Itapura (distrito de Rio Preto)                                                   |            |      | 1909   | 1908            |
|      | Tanaby (distrito de Rio Preto)                                                    |            |      | 1906   | 1901            |
|      | Piassava (distrito policial de Rio Preto)                                         |            |      |        | 1908            |
|      | Villa Adolpho (distrito de Rio Preto)                                             |            |      | 1909   | 1905            |
| 3º   | Baurú                                                                             | 24445,0    | 1896 | 1893   | 1892            |
|      | Jacutinga (distrito de Baurú)                                                     |            |      | 1910   | 1910            |
|      | Miguel Calmon (distrito de Baurú)                                                 |            |      | 1909   | 1908            |
|      | Pennapolis (distrito de Baurú)                                                    |            |      | 1909   | 1909            |
|      | Aguapehy (distrito policial de Baurú)                                             |            |      |        | 1911            |
|      | Piatan (distrito de Baurú)                                                        |            |      | 1880   | 1878            |
|      | Pirajuhy (distrito de Baurú)                                                      |            |      | 1907   | 1907            |
| 4º   | Iguape                                                                            | 7357,5     | 1639 | 1635   | 1842            |
|      | Jacupiranga (distrito de Iguape)                                                  |            |      | 1870   | 1868            |
|      | Pariquera-Assú (distrito policial de Iguape)                                      |            |      |        | 1900            |
|      | Juquiá (distrito de Iguape)                                                       |            |      | 1853   | 1847            |
|      | Prainha (distrito de Iguape)                                                      |            |      | 1872   | n/d             |
| 5º   | Barretos                                                                          | 5740,0     | 1885 | 1874   | 1875            |
|      | Itambé (distrito de Barretos)                                                     |            |      | 1908   | 1901            |
|      | Laranjeiras (distrito de Barretos)                                                |            |      | 1906   | 1901            |
|      | Monte Verde (distrito de Barretos)                                                |            |      | 1908   | 1901            |
|      | Villa Olympia (distrito de Barretos)                                              |            |      | 1906   | 1904            |
|      | Água Doce (distrito policial de Barretos)                                         |            |      |        | 1909            |
| 6º   | Orlândia                                                                          | 4240,0     | 1909 | 1909   | 1908            |
|      | Guayra (distrito de Orlândia)                                                     |            |      | 1908   | 1908            |
|      | Morro Agudo (distrito de Orlândia)                                                |            |      | 1894   | 1876            |
|      | Nuporanga (distrito de Orlândia)                                                  |            |      | 1873   | n/d             |
|      | Olhos d'Agua (distrito de Orlândia)                                               |            |      | 1877   | 1876            |
|      | Salles de Oliveira (distrito de Orlândia)                                         |            |      | 1906   | 1905            |
|      | São Joaquim (distrito de Orlândia)                                                |            |      | 1902   | 1905            |
| 7º   | Yporanga                                                                          | 3745,0     | 1873 | 1830   | 1842            |
| 8º   | Itápolis                                                                          | 3620,0     | 1891 | 1886   | 1891            |
|      | Borborema (distrito de Itápolis)                                                  |            |      | 1909   | 1909            |
|      | Itajuby (distrito de Itápolis)                                                    |            |      | 1906   | 1893            |
|      | Nova América (distrito de Itápolis)                                               |            |      | 1910   | 1909            |
|      | Novo Horizonte (distrito de Itápolis)                                             |            |      | 1906   | 1897            |
|      | Cervinho (distrito policial de Itápolis)                                          |            |      |        | 1910            |
| 9º   | Xiririca                                                                          | 3055,0     | 1842 | 1763   | 1842            |
|      | Itaúna (distrito de Xiririca)                                                     |            |      | 1900   | 1900            |
|      | Sete Barras (distrito de Xiririca)                                                |            |      | 1885   | 1886            |
| 10º  | Apiahy                                                                            | 3037,0     | 1771 | 1765   | 1842            |
|      | Barra do Chapéu (distrito policial de Apiahy)                                     |            |      |        | 1910            |
|      | Butiá (distrito policial de Apiahy)                                               |            |      |        | 1910            |
|      | Itaóca (distrito de Apiahy)                                                       |            |      | 1908   | 1907            |
|      | Ribeira (distrito de Apiahy)                                                      |            | 1910 | 1872   | n/d             |
|      | Salto do Ribeirão Grande (distrito policial de Apiahy)                            |            |      |        | 1907            |
| 11º  | Santa Cruz do Rio Pardo                                                           | 2587,5     | 1876 | 1872   | 1872            |
|      | Estação Bernardino de Campos (distrito policial de Santa Cruz do Rio Pardo)       |            |      |        | 1908            |
|      | Ilha Grande (distrito de Santa Cruz do Rio Pardo)                                 |            |      | 1898   | 1898            |
|      | Irapé (distrito de Santa Cruz do Rio Pardo)                                       |            |      | 1909   | 1907            |
|      | Óleo (distrito de Santa Cruz do Rio Pardo)                                        |            |      | 1891   | 1890            |
|      | Salto Grande do Paranapanema (distrito de Santa Cruz do Rio Pardo)                |            | 1911 | 1891   | 1887            |
|      | Ourinhos (distrito policial de Santa Cruz do Rio Pardo)                           |            |      |        | 1910            |
| 12º  | Capão Bonito do Paranapanema                                                      | 2558,7     | 1868 | 1866   | 1842            |
|      | Santo Antônio do Apiahy-Mirim (distrito policial de Capão Bonito do Paranapanema) |            |      |        | 1911            |
|      | Guapiara (distrito de Capão Bonito do Paranapanema)                               |            |      | 1902   | n/d             |
|      | Capella da Boa Vista (distrito policial de Capão Bonito do Paranapanema)          |            |      |        | 1900            |
| 13º  | Monte Alto                                                                        | 2450,0     | 1895 | 1895   | 1893            |
|      | Apparecida (distrito policial de Monte Alto)                                      |            |      |        | 1890            |
|      | Ariranha (distrito de Monte Alto)                                                 |            |      | 1907   | 1901            |
|      | Palmares (distrito de Monte Alto)                                                 |            |      | 1907   | 1897            |
|      | Tabapuan (distrito de Monte Alto)                                                 |            |      | 1907   | 1907            |
| 14º  | Araraquara                                                                        | 2417,5     | 1832 | 1817   | 1842            |
|      | Gavião Peixoto (distrito policial de Araraquara)                                  |            |      |        | 1911            |
|      | Rincão (distrito de Araraquara)                                                   |            |      | 1909   | 1899            |
|      | Santa Lucia (distrito de Araraquara)                                              |            |      | 1910   |                 |
| 15º  | Lençóes                                                                           | 2361,7     | 1865 | 1858   | 1857            |
|      | Santo Antônio do Tanquinho (distrito policial de Lençóes)                         |            |      |        | 1905            |
|      | Tupá (distrito de Lençóes)                                                        |            |      | 1891   | 1892            |
|      | Boreby (distrito policial de Lençóes)                                             |            |      |        | 1900            |
| 16º  | Botucatú                                                                          | 2190,0     | 1855 | 1846   | 1847            |
|      | Alambary (distrito policial de Botucatú)                                          |            |      |        | n/d             |
|      | Espírito Santo do Rio Pardo (distrito de Botucatú)                                |            |      | 1891   | 1891            |
|      | Ribeirão Grande (distrito policial de Botucatú)                                   |            |      |        | 1880            |
|      | Prata (distrito de Botucatú)                                                      |            |      | 1899   | 1896            |
| 17º  | São Pedro do Turvo                                                                | 2090,0     | 1891 | 1874   | n/d             |
|      | Apparecida do Ribeirão Claro (distrito policial de São Pedro do Turvo)            |            |      |        | 1907            |
| 18º  | Ituverava                                                                         | 2077,5     | 1885 | 1847   | n/d             |
| 19º  | Igarapava                                                                         | 1985,0     | 1873 | 1851   | 1847            |
|      | Buritys (distrito de Igarapava)                                                   |            |      | 1897   | 1898            |
|      | Pedregulho (distrito de Igarapava)                                                |            |      | 1902   | 1899            |
|      | Rifaina (distrito de Igarapava)                                                   |            |      | 1873   | 1865            |
| 20º  | Itapetininga                                                                      | 1976,2     | 1771 | 1770   | 1842            |
|      | Bom Jesus do Gramadinho (distrito policial de Itapetininga)                       |            |      |        | 1902            |
|      | Morro Alto (distrito policial de Itapetininga)                                    |            |      |        | 1900            |
|      | Alambary (distrito de Itapetininga)                                               |            |      | 1861   | n/d             |
| 21º  | Tieté                                                                             | 1967,5     | 1842 | 1811   | 1851            |
|      | Cerquilho (distrito policial de Tieté)                                            |            |      |        | 1905            |
|      | Conchas (distrito de Tieté)                                                       |            |      | 1896   | 1892            |
|      | Laranjal (distrito de Tieté)                                                      |            |      | 1896   | 1895            |
| 22º  | Avaré                                                                             | 1910,0     | 1875 | 1870   | 1866            |
|      | Cerqueira Cesar (distrito de Avaré)                                               |            |      | 1899   | 1897            |
|      | Macucos (distrito policial de Avaré)                                              |            |      |        | 1892            |
| 23º  | Itararé                                                                           | 1841,2     | 1893 | 1885   | n/d             |
| 24º  | Itaporanga                                                                        | 1837,5     | 1871 | 1855   | 1842            |
|      | Coronel Macedo (distrito de Itaporanga)                                           |            |      | 1910   | 1897            |
|      | Ribeirão Vermelho (distrito de Itaporanga)                                        |            |      | 1894   | 1889            |
|      | Santa Cruz dos Lopes (distrito policial de Itaporanga)                            |            |      |        | 1911            |
|      | Taquary (distrito de Itaporanga)                                                  |            |      | 1896   | 1889            |
| 25º  | Bebedouro                                                                         | 1790,0     | 1894 | 1892   | 1886            |
|      | Monte Azul (distrito de Bebedouro)                                                |            |      | 1903   | 1900            |
| 26º  | Faxina                                                                            | 1695,0     | 1769 | 1766   | 1842            |
|      | Bairro das Pedras (distrito policial de Faxina)                                   |            |      |        | 1891            |
|      | Faxinal (distrito policial de Faxina)                                             |            |      |        | 1910            |
|      | Bury (distrito de Faxina)                                                         |            |      | 1907   | 1885            |
| 27º  | Franca                                                                            | 1685,0     | 1821 | 1804   | 1842            |
|      | Restinga (distrito policial de Franca)                                            |            |      | 1911   | 1901            |
|      | Crystaes (distrito de Franca)                                                     |            |      | 1910   | 1901            |
|      | Ribeirão Corrente (distrito de Franca)                                            |            |      | 1910   | 1901            |
|      | São José da Bella Vista (distrito de Franca)                                      |            |      | 1897   | 1897            |
| 28º  | Mogy das Cruzes                                                                   | 1526,2     | 1611 | 1611   | 1842            |
|      | Biritiba (distrito policial de Mogy das Cruzes)                                   |            |      |        | 1892            |
|      | Sabaúna (distrito policial de Mogy das Cruzes)                                    |            |      |        | 1895            |
|      | Arujá (distrito de Mogy das Cruzes)                                               |            |      | 1852   | n/d             |
|      | Itaquaquecetuba (distrito de Mogy das Cruzes)                                     |            |      | 1838   | 1842            |
| 29º  | Santo Antônio da Bôa Vista                                                        | 1502,5     | 1891 | 1874   | n/d             |
|      | Caputera (distrito de Santo Antônio da Bôa Vista)                                 |            |      | 1908   | 1897            |
| 30º  | Rio Claro                                                                         | 1473,7     | 1845 | 1830   | 1852            |
|      | Corumbatahy (distrito policial de Rio Claro)                                      |            |      |        | 1910            |
|      | Ipojuca (distrito de Rio Claro)                                                   |            |      | 1894   | 1892            |
|      | Itaquery da Serra (distrito de Rio Claro)                                         |            |      | 1903   | 1901            |
|      | Ityrapina (distrito de Rio Claro)                                                 |            |      | 1890   | 1890            |
| 31º  | Campinas                                                                          | 1396,2     | 1797 | 1774   | 1842            |
|      | Arraial dos Souzas (distrito de Campinas)                                         |            |      | 1896   | 1890            |
|      | Cosmópolis (distrito de Campinas)                                                 |            |      | 1906   | 1904            |
|      | Rebouças (distrito de Campinas)                                                   |            |      | 1909   | 1907            |
|      | Santa Cruz (distrito de Campinas)                                                 |            |      | 1870   | n/d             |
|      | Vallinhos (distrito de Campinas)                                                  |            |      | 1896   | 1893            |
|      | Villa Americana (distrito de Campinas)                                            |            |      | 1904   | 1893            |
| 32º  | Cananéa                                                                           | 1387,5     | 1600 | 1587   | 1842            |
|      | Ararapira (distrito de Cananéa)                                                   |            |      | 1907   | 1908            |
| 33º  | Ribeirão Preto                                                                    | 1387,5     | 1871 | 1870   | 1865            |
|      | Villa Bomfim (distrito de Ribeirão Preto)                                         |            |      | 1902   | 1895            |
| 34º  | São Miguel Archanjo                                                               | 1372,5     | 1889 | 1877   | 1873            |
| 35º  | Batataes                                                                          | 1368,7     | 1839 | 1814   | 1849            |
|      | Brodowsky (distrito de Batataes)                                                  |            |      | 1902   | 1899            |
|      | Matto Grosso de Batataes (distrito de Batataes)                                   |            |      | 1875   | n/d             |
| 36º  | São Simão                                                                         | 1368,7     | 1865 | 1842   | 1842            |
|      | Jatahy e Pântano (distrito policial de São Simão)                                 |            |      |        | 1908            |
|      | Serra Azul (distrito de São Simão)                                                |            |      | 1893   | 1887            |
| 37º  | Mogy-Guassú                                                                       | 1342,5     | 1877 | 1740   | 1842            |
| 38º  | Jaboticabal                                                                       | 1330,0     | 1867 | 1857   | 1848            |
|      | Guariba (distrito de Jaboticabal)                                                 |            |      | 1904   | 1896            |
|      | São Sebastião do Turvo (distrito de Jaboticabal)                                  |            |      | 1899   | 1894            |
|      | Santo Antônio da Bella Vista (distrito policial de Jaboticabal)                   |            |      |        | 1909            |
|      | Tayaçú (distrito de Jaboticabal)                                                  |            |      | 1903   | 1894            |
|      | Tayuva (distrito de Jaboticabal)                                                  |            |      | 1908   | 1908            |
| 39º  | Piracicaba                                                                        | 1293,2     | 1821 | 1810   | 1842            |
|      | Tanquinho (distrito policial de Piracicaba)                                       |            |      |        | 1907            |
|      | Xarqueada (distrito policial de Piracicaba)                                       |            |      | 1911   | 1905            |
| 40º  | Cajurú                                                                            | 1285,0     | 1865 | 1846   | 1842            |
|      | Santa Rita de Cássia dos Coqueiros (distrito de Cajurú)                           |            |      | 1899   | 1895            |
| 41º  | Mogy-Mirim                                                                        | 1235,0     | 1769 | 1751   | 1842            |
|      | Jaguary (distrito de Mogy-Mirim)                                                  |            |      | 1896   | 1890            |
|      | Posse (distrito de Mogy-Mirim)                                                    |            |      | 1893   | 1894            |
| 42º  | Brotas                                                                            | 1209,9     | 1859 | 1846   | 1842            |
|      | Campo Alegre (distrito policial de Brotas)                                        |            |      |        | 1900            |
|      | Torrinha (distrito de Brotas)                                                     |            |      | 1896   | 1893            |
| 43º  | Casa Branca                                                                       | 1205,0     | 1841 | 1814   | 1842            |
|      | Lagoa (distrito policial de Casa Branca)                                          |            |      |        | 1901            |
|      | Itoby (distrito de Casa Branca)                                                   |            |      | 1898   | 1894            |
| 44º  | São Carlos                                                                        | 1202,5     | 1865 | 1858   | 1857            |
|      | Santa Eudóxia (distrito policial de São Carlos)                                   |            |      |        | 1899            |
|      | Ibaté (distrito de São Carlos)                                                    |            |      | 1900   | 1894            |
| 45º  | Cunha                                                                             | 1178,7     | 1785 | 1736   | 1842            |
|      | Campos Novos de Cunha (distrito de Cunha)                                         |            |      | 1872   | 1872            |
| 46º  | Ribeirão Branco                                                                   | 1167,5     | 1892 | 1883   | n/d             |
| 47º  | Itapecerica                                                                       | 1145,0     | 1877 | 1841   | 1842            |
|      | Juquitiba (distrito de Itapecerica)                                               |            |      | 1907   | 1901            |
|      | M'Boy (distrito de Itapecerica)                                                   |            |      | 1880   | n/d             |
| 48º  | Taquaritinga                                                                      | 1130,0     | 1892 | 1880   | 1879            |
|      | Jurema (distrito policial de Taquaritinga)                                        |            |      |        | 1906            |
|      | Santa Adélia (distrito de Taquaritinga)                                           |            |      | 1910   |                 |
|      | Taquara (distrito policial de Taquaritinga)                                       |            |      |        | 1911            |
| 49º  | Bom Successo                                                                      | 1115,0     | 1885 | 1859   | 1861            |
| 50º  | Ibitinga                                                                          | 1100,0     | 1890 | 1885   | n/d             |
|      | Jacaré (distrito policial de Ibitinga)                                            |            |      | 1911   | 1908            |
|      | Nova Europa (distrito policial de Ibitinga)                                       |            |      |        | 1911            |
| 51º  | São José dos Campos                                                               | 1100,0     | 1767 | 1768   | 1842            |
|      | Bairro de Santa Cruz (distrito policial de São José dos Campos)                   |            |      |        | 1897            |
|      | São Francisco Xavier (distrito de São José dos Campos)                            |            |      | 1892   | 1892            |
| 52º  | Agudos                                                                            | 1090,0     | 1898 | 1897   | 1895            |
|      | Piratininga (distrito de Agudos)                                                  |            |      | 1907   | 1908            |
| 53º  | Itanhaén                                                                          | 1071,2     | 1561 | 1549   | 1842            |
| 54º  | Jahú                                                                              | 1065,6     | 1866 | 1859   | 1857            |
|      | Villa Ribeiro (distrito policial de Jahú)                                         |            |      |        | 1908            |
|      | Barra Bonita (distrito de Jahú)                                                   |            |      | 1896   | 1893            |
|      | Bica de Pedra (distrito de Jahú)                                                  |            |      | 1896   | 1894            |
| 55º  | Sorocaba                                                                          | 1050,0     | 1661 | 1654   | 1842            |
|      | Salto de Pirapora (distrito policial de Sorocaba)                                 |            |      | 1911   | 1911            |
|      | Votorantim (distrito policial de Sorocaba)                                        |            |      | 1911   | 1907            |
|      | Nossa Senhora do Rosario (distrito de Sorocaba)                                   |            |      | 1880   | n/d             |
| 56º  | Pirajú                                                                            | 1045,0     | 1880 | 1871   | n/d             |
|      | Douradão (distrito policial de Pirajú)                                            |            |      |        | 1905            |
|      | Villa Tibiriçá (distrito policial de Pirajú)                                      |            |      |        | 1909            |
|      | Bello Monte (distrito de Pirajú)                                                  |            |      | 1899   | 1897            |
|      | Águas Virtuosas (distrito policial de Pirajú)                                     |            |      |        | 1907            |
|      | Mandury (distrito de Pirajú)                                                      |            |      | 1907   | 1908            |
|      | São Bartholomeu (distrito policial de Pirajú)                                     |            |      |        | 1901            |
|      | Santa Cruz do Palmital (distrito de Pirajú)                                       |            |      | 1903   | 1899            |
|      | Sarutayá (distrito de Pirajú)                                                     |            |      | 1906   | 1900            |
| 57º  | Jundiahy                                                                          | 1032,5     | 1655 | 1651   | 1842            |
|      | Bairro do Japy (distrito policial de Jundiahy)                                    |            |      |        | 1891            |
|      | Estação de Jundiahy (distrito policial de Jundiahy)                               |            |      |        | 1891            |
|      | Rocinha (distrito de Jundiahy)                                                    |            |      | 1908   | 1896            |
| 58º  | Piedade                                                                           | 1030,0     | 1857 | 1847   | 1842            |
| 59º  | Espírito Santo do Turvo                                                           | 1025,0     | 1885 | 1878   | 1875            |
| 60º  | Itaberá                                                                           | 1025,0     | 1891 | 1871   | 1870            |
| 61º  | São Manoel                                                                        | 1020,0     | 1885 | 1880   | 1880            |
|      | Apparecida d'Agua da Rosa (distrito de São Manoel)                                |            |      | 1882   | 1883            |
|      | Igaraçú (distrito de São Manoel)                                                  |            |      | 1903   | n/d             |
| 62º  | São Pedro                                                                         | 993,7      | 1881 | 1864   | n/d             |
|      | Santa Maria (distrito de São Pedro)                                               |            |      | 1881   | 1881            |
| 63º  | São João da Boa Vista                                                             | 985,0      | 1859 | 1838   | 1842            |
|      | Cascavel (distrito de São João da Boa Vista)                                      |            |      | 1898   | 1899            |
|      | Vargem Grande (distrito de São João da Boa Vista)                                 |            |      | 1891   | 1888            |
| 64º  | Bôa Esperança                                                                     | 981,6      | 1898 | 1895   | 1878            |
| 65º  | São Bento do Sapucahy                                                             | 967,5      | 1858 | 1832   | 1842            |
|      | Jaguarybe (distrito policial de São Bento do Sapucahy)                            |            |      |        | 1896            |
|      | Candelaria (distrito de São Bento do Sapucahy)                                    |            |      | 1895   | 1892            |
|      | Santo Antônio do Pinhal (distrito de São Bento do Sapucahy)                       |            |      | 1880   | n/d             |
| 66º  | Santos                                                                            | 965,0      | 1545 | 1543   | 1842            |
|      | Barra de Santos (distrito policial de Santos)                                     |            |      |        | 1891            |
|      | Cubatão (distrito policial de Santos)                                             |            |      |        | n/d             |
|      | Éste (distrito policial de Santos)                                                |            |      |        | 1890            |
|      | Villa Macuco (distrito policial de Santos)                                        |            |      |        | 1897            |
| 67º  | Angatuba                                                                          | 962,5      | 1885 | 1872   | 1873            |
| 68º  | Mococa                                                                            | 940,0      | 1871 | 1856   | 1858            |
|      | São Benedicto (distrito policial de Mococa)                                       |            |      |        | 1907            |
|      | Igarahy (distrito de Mococa)                                                      |            |      | 1904   | 1907            |
| 69º  | Limeira                                                                           | 913,7      | 1842 | 1830   | 1842            |
|      | Bate Pau (distrito policial de Limeira)                                           |            |      |        | 1901            |
|      | Cordeiro (distrito de Limeira)                                                    |            |      | 1899   | 1890            |
| 70º  | Descalvado                                                                        | 912,5      | 1865 | 1844   | 1842            |
| 71º  | Tatuhy                                                                            | 905,0      | 1844 | 1822   | 1842            |
|      | Bella Vista (distrito de Tatuhy)                                                  |            |      | 1885   | 1880            |
|      | Quadra (distrito policial de Tatuhy)                                              |            |      |        | 1911            |
|      | Cesario Lange (distrito de Tatuhy)                                                |            |      | 1908   | 1890            |
| 72º  | São Paulo                                                                         | 897,0      | 1558 |        |                 |
|      | Belemzinho (distrito de São Paulo)                                                |            |      | 1899   |                 |
|      | Bella Vista (distrito de São Paulo)                                               |            |      | 1910   |                 |
|      | Bom Retiro (distrito de São Paulo)                                                |            |      | 1910   |                 |
|      | Bráz (distrito de São Paulo)                                                      |            |      | 1818   |                 |
|      | Butantan (distrito de São Paulo)                                                  |            |      | 1907   |                 |
|      | Osasco (distrito policial de São Paulo)                                           |            |      |        | n/d             |
|      | Cambucy (distrito de São Paulo)                                                   |            |      | 1906   |                 |
|      | Consolação (distrito de São Paulo)                                                |            |      | 1870   |                 |
|      | Lapa (distrito de São Paulo)                                                      |            |      | 1910   |                 |
|      | Liberdade (distrito de São Paulo)                                                 |            |      | 1833   |                 |
|      | Moóca (distrito de São Paulo)                                                     |            |      | 1910   |                 |
|      | Nossa Senhora do Ó (distrito de São Paulo)                                        |            |      | 1796   |                 |
|      | Penha de França (distrito de São Paulo)                                           |            |      | 1796   |                 |
|      | Santa Cecília (distrito de São Paulo)                                             |            |      | 1899   |                 |
|      | Santa Ephigênia (distrito de São Paulo)                                           |            |      | 1809   |                 |
|      | Sant'Anna (distrito de São Paulo)                                                 |            |      | 1889   |                 |
|      | São Miguel (distrito de São Paulo)                                                |            |      | 1891   | 1891            |
|      | Lageado (distrito policial de São Paulo)                                          |            |      |        | 1896            |
|      | Sé (distrito de São Paulo)                                                        |            |      | 1554   |                 |
|      | Villa Marianna (distrito de São Paulo)                                            |            |      | 1895   |                 |
| 73º  | São José do Rio Pardo                                                             | 887,5      | 1885 | 1874   | 1877            |
|      | Espírito Santo do Rio do Peixe (distrito de São José do Rio Pardo)                |            |      | 1865   | 1863            |
|      | Grama (distrito de São José do Rio Pardo)                                         |            |      | 1896   | 1897            |
| 74º  | Bragança                                                                          | 870,0      | 1797 | 1765   | 1842            |
|      | Tuyuti (distrito de Bragança)                                                     |            |      | 1902   | 1909            |
| 75º  | Sertãosinho                                                                       | 866,2      | 1896 | 1885   | 1886            |
|      | Pontal (distrito de Sertãosinho)                                                  |            |      | 1907   | 1908            |
|      | Santa Cruz das Posses (distrito de Sertãosinho)                                   |            |      | 1898   | 1899            |
| 76º  | Una                                                                               | 847,5      | 1857 | 1811   | 1842            |
| 77º  | Pilar                                                                             | 836,2      | 1891 | 1877   | 1891            |
| 78º  | Rio Bonito                                                                        | 835,0      | 1880 | 1866   | n/d             |
|      | Pirambóia (distrito de Rio Bonito)                                                |            |      | 1899   | 1895            |
| 79º  | Fartura                                                                           | 827,5      | 1891 | 1884   | n/d             |
|      | Concórdia (distrito policial de Fartura)                                          |            |      | 1911   | 1909            |
| 80º  | Santa Bárbara do Rio Pardo                                                        | 818,7      | 1876 | 1874   | 1874            |
| 81º  | São Bernardo                                                                      | 817,5      | 1889 | 1812   | 1842            |
|      | Paranapiacaba (distrito de São Bernardo)                                          |            |      | 1907   | 1897            |
|      | Ribeirão Pires (distrito de São Bernardo)                                         |            |      | 1896   | 1890            |
|      | Rio Grande (distrito policial de São Bernardo)                                    |            |      |        | 1899            |
|      | Santo André (distrito de São Bernardo)                                            |            |      | 1910   | 1901            |
| 82º  | São Luiz do Parahytinga                                                           | 805,0      | 1773 | 1769   | 1842            |
| 83º  | Guaratinguetá                                                                     | 800,0      | 1651 | 1630   | 1842            |
|      | Apparecida (distrito de Guaratinguetá)                                            |            |      | 1891   | n/d             |
|      | Roseira (distrito policial de Guaratinguetá)                                      |            |      |        | 1890            |
| 84º  | Atibaia                                                                           | 790,0      | 1769 | 1747   | 1842            |
|      | Campo Largo de Atibaia (distrito de Atibaia)                                      |            |      | 1842   | 1842            |
| 85º  | Patrocínio do Sapucahy                                                            | 787,5      | 1885 | 1874   | 1889            |
|      | Ityrapuan (distrito de Patrocínio do Sapucahy)                                    |            |      | 1900   | 1899            |
| 86º  | Pindamonhangaba                                                                   | 785,0      | 1705 | 1690   | 1842            |
|      | Moreira César (distrito policial de Pindamonhangaba)                              |            |      |        | 1907            |
| 87º  | Pitangueiras                                                                      | 785,0      | 1893 | 1892   | 1889            |
|      | Taquaral (distrito policial de Pitangueiras)                                      |            |      |        | 1909            |
|      | Viradouro (distrito de Pitangueiras)                                              |            |      | 1906   | 1905            |
| 88º  | Porto Feliz                                                                       | 775,0      | 1797 | 1728   | 1842            |
|      | Boituva (distrito de Porto Feliz)                                                 |            |      | 1906   | 1899            |
| 89º  | Parahybuna                                                                        | 772,5      | 1832 | 1812   | 1842            |
| 90º  | Anhemby                                                                           | 750,0      | 1891 | 1866   | 1864            |
| 91º  | Mattão                                                                            | 740,0      | 1898 | 1897   | 1895            |
|      | Dobrada (distrito policial de Mattão)                                             |            |      | 1911   | 1911            |
|      | São Lourenço do Turvo (distrito policial de Mattão)                               |            |      | 1911   | 1911            |
| 92º  | Natividade                                                                        | 717,5      | 1863 | 1858   | 1858            |
|      | Bairro Alto (distrito de Natividade)                                              |            |      | 1842   | 1842            |
| 93º  | São José do Barreiro                                                              | 710,0      | 1859 | 1842   | 1842            |
| 94º  | Ytú                                                                               | 701,2      | 1654 | 1653   | 1842            |
| 95º  | Bariry                                                                            | 701,0      | 1890 | 1877   | n/d             |
|      | Buenópolis (distrito policial de Bariry)                                          |            |      |        | 1909            |
| 96º  | Dous Córregos                                                                     | 683,3      | 1874 | 1865   | n/d             |
|      | Figueira (distrito de Dous Córregos)                                              |            |      | 1899   | 1901            |
| 97º  | Santa Rita do Passa Quatro                                                        | 681,2      | 1885 | 1866   | 1863            |
|      | Santa Cruz da Estrella (distrito de Santa Rita do Passa Quatro)                   |            |      | 1897   | 1894            |
| 98º  | Guarehy                                                                           | 675,0      | 1880 | 1871   | n/d             |
| 99º  | Pirassununga                                                                      | 675,0      | 1865 | 1842   | 1842            |
| 100º | Ubatuba                                                                           | 663,7      | 1637 | 1637   | 1842            |
| 101º | Capivary                                                                          | 656,2      | 1832 | 1826   | 1842            |
|      | Villa Raffard (distrito policial de Capivary)                                     |            |      |        | 1907            |
| 102º | Jacarehy                                                                          | 650,0      | 1653 | 1652   | 1842            |
| 103º | Lorena                                                                            | 642,5      | 1788 | 1718   | 1842            |
|      | Cannas (distrito policial de Lorena)                                              |            |      |        | 1909            |
| 104º | São Sebastião                                                                     | 642,5      | 1636 | 1636   | 1842            |
|      | São Francisco (distrito policial de São Sebastião)                                |            |      |        | 1871            |
| 105º | Itatinga                                                                          | 640,0      | 1896 | 1891   | 1890            |
| 106º | Santo Amaro                                                                       | 640,0      | 1832 | 1686   | 1842            |
| 107º | Amparo                                                                            | 625,0      | 1857 | 1839   | 1842            |
|      | Entremontes (distrito policial de Amparo)                                         |            |      |        | 1892            |
|      | Monte Alegre (distrito de Amparo)                                                 |            |      | 1887   | 1887            |
| 108º | Jardinópolis                                                                      | 625,0      | 1898 | 1892   | 1890            |
| 109º | Caconde                                                                           | 613,7      | 1864 | 1775   | 1842            |
|      | Tapyratiba (distrito de Caconde)                                                  |            |      | 1906   | 1900            |
| 110º | Araras                                                                            | 612,5      | 1871 | 1869   | 1870            |
| 111º | Sallesopolis                                                                      | 608,7      | 1857 | 1838   | 1842            |
| 112º | Itapira                                                                           | 598,7      | 1858 | 1847   | n/d             |
| 113º | Tambahú                                                                           | 592,5      | 1898 | 1892   | 1892            |
| 114º | Bananal                                                                           | 587,5      | 1832 | 1811   | 1856            |
|      | Alambary (distrito policial de Bananal)                                           |            |      |        | 1880            |
| 115º | Taubaté                                                                           | 578,7      | 1645 | 1639   | 1842            |
| 116º | Silveiras                                                                         | 530,0      | 1842 | 1830   | 1842            |
| 117º | Parnahyba                                                                         | 512,7      | 1625 | 1625   | 1842            |
|      | Baruery (distrito policial de Parnahyba )                                         |            |      |        | 1910            |
|      | Pirapora (distrito de Parnahyba )                                                 |            |      | 1892   | 1892            |
| 118º | Cutia                                                                             | 492,5      | 1856 | 1723   | 1842            |
| 119º | Nazareth                                                                          | 488,7      | 1850 | 1676   | 1842            |
|      | Perdões (distrito policial de Nazareth )                                          |            |      |        | 1910            |
| 120º | Campo Largo de Sorocaba                                                           | 482,5      | 1857 | 1821   | 1842            |
| 121º | Cravinhos                                                                         | 482,5      | 1897 | 1893   | 1886            |
|      | Serrinha (distrito policial de Cravinhos)                                         |            |      |        | 1901            |
| 122º | Itatiba                                                                           | 475,0      | 1857 | 1830   | 1842            |
|      | Conceição da Barra Mansa (distrito de Itatiba)                                    |            |      | 1891   | 1891            |
| 123º | Espírito Santo do Pinhal                                                          | 450,0      | 1877 | 1860   | n/d             |
|      | Santo Antônio do Jardim (distrito policial de Espírito Santo do Pinhal)           |            |      |        | 1908            |
| 124º | Ribeirão Bonito                                                                   | 432,6      | 1890 | 1882   | n/d             |
|      | Guarapiranga (distrito de Ribeirão Bonito)                                        |            |      | 1906   | n/d             |
| 125º | São Roque                                                                         | 418,7      | 1832 | 1768   | 1842            |
|      | Mayrink (distrito de São Roque)                                                   |            |      | 1908   | 1904            |
| 126º | Monte-Mór                                                                         | 400,2      | 1871 | 1832   | 1842            |
|      | Elias Fausto (distrito policial de Monte-Mór)                                     |            |      |        | 1907            |
| 127º | Juquery                                                                           | 398,7      | 1889 | 1642   | 1842            |
|      | Estação de Juquery (distrito policial de Juquery)                                 |            |      |        | 1901            |
| 128º | Serra Negra                                                                       | 395,0      | 1859 | 1841   | 1842            |
|      | Lyndoia (distrito de Serra Negra)                                                 |            |      | 1899   | 1895            |
| 129º | Soccorro                                                                          | 392,5      | 1871 | 1838   | 1842            |
| 130º | Annapolis                                                                         | 385,0      | 1897 | 1890   | 1890            |
| 131º | Caçapava                                                                          | 385,0      | 1855 | 1850   | 1842            |
| 132º | Igaratá                                                                           | 376,2      | 1873 | 1864   | 1863            |
| 133º | Buquira                                                                           | 370,0      | 1880 | 1857   | 1858            |
| 134º | Santa Bárbara                                                                     | 365,0      | 1869 | 1842   | n/d             |
| 135º | Piracaia                                                                          | 363,7      | 1859 | 1836   | 1842            |
| 136º | Caraguatatuba                                                                     | 357,5      | 1857 | 1847   | 1842            |
| 137º | São João do Curralinho                                                            | 356,2      | 1895 | 1893   | 1891            |
| 138º | Santo Antônio da Alegria                                                          | 355,0      | 1885 | 1866   | 1875            |
| 139º | Guarulhos                                                                         | 350,0      | 1880 | 1685   | 1842            |
| 140º | Pederneiras                                                                       | 350,0      | 1891 | 1889   | 1889            |
|      | Soturna (distrito policial de Pederneiras)                                        |            |      | 1911   | 1910            |
|      | Iacanga (distrito de Pederneiras)                                                 |            |      | 1909   | 1909            |
| 141º | Santa Izabel                                                                      | 330,0      | 1832 | 1812   | 1842            |
| 142º | Sarapuhy                                                                          | 323,7      | 1872 | 1844   | n/d             |
| 143º | Cruzeiro                                                                          | 317,5      | 1901 | 1891   | 1884            |
|      | Embahú (distrito de Cruzeiro)                                                     |            |      | 1846   | n/d             |
|      | Entre Rios (distrito de Cruzeiro)                                                 |            |      | 1903   | 1896            |
| 144º | São Vicente                                                                       | 312,5      | 1532 | 1532   | 1842            |
| 145º | Ibiquara                                                                          | 307,5      | 1910 | 1896   | 1893            |
| 146º | São João da Bocaina                                                               | 299,1      | 1891 | 1891   | 1890            |
| 147º | Palmeiras                                                                         | 297,5      | 1885 | 1881   | 1879            |
| 148º | Santa Branca                                                                      | 295,0      | 1856 | 1841   | 1842            |
| 149º | Pereiras                                                                          | 293,7      | 1889 | 1876   | n/d             |
| 150º | Indaiatuba                                                                        | 292,5      | 1859 | 1830   | 1842            |
| 151º | Villa Bella                                                                       | 287,5      | 1805 | 1805   | 1842            |
|      | Pirahyque (distrito policial de Villa Bella)                                      |            |      |        | 1911            |
| 152º | Lagoinha                                                                          | 285,0      | 1880 | 1866   | n/d             |
| 153º | Jambeiro                                                                          | 245,0      | 1876 | 1872   | 1872            |
| 154º | Santa Cruz da Conceição                                                           | 243,7      | 1898 | 1881   | 1877            |
| 155º | Dourado                                                                           | 242,9      | 1897 | 1891   | 1885            |
| 156º | Bocaina                                                                           | 242,5      | 1880 | 1876   | n/d             |
| 157º | Redempção                                                                         | 242,5      | 1877 | 1860   | n/d             |
| 158º | Pinheiros                                                                         | 220,0      | 1881 | 1845   | n/d             |
|      | Lavrinhas (distrito policial de Pinheiros)                                        |            |      |        | 1906            |
| 159º | Salto de Ytú                                                                      | 215,0      | 1889 | 1885   | 1888            |
| 160º | Cabreúva                                                                          | 207,5      | 1859 | 1830   | 1842            |
| 161º | Villa Vieira do Piquete                                                           | 207,5      | 1891 | 1875   | n/d             |
| 162º | Tremembé                                                                          | 205,0      | 1896 | 1891   | 1890            |
| 163º | Araçariguama                                                                      | 190,0      | 1874 | 1701   | 1842            |
| 164º | Queluz                                                                            | 175,0      | 1842 | 1803   | 1842            |
| 165º | Porto Ferreira                                                                    | 166,5      | 1896 | 1888   | 1881            |
| 166º | Leme                                                                              | 163,7      | 1895 | 1891   | 1889            |
| 167º | Arêas                                                                             | 153,7      | 1816 | 1801   | 1842            |
| 168º | Guararema                                                                         | 150,0      | 1898 | 1890   | n/d             |
| 169º | Jatahy                                                                            | 135,0      | 1887 | 1857   | 1858            |
| 170º | Rio das Pedras                                                                    | 134,3      | 1894 | 1889   | 1888            |
| 171º | Mineiros                                                                          | 128,3      | 1898 | 1891   | 1890            |
| 172º | Pedreira                                                                          | 101,2      | 1896 | 1890   | 1889            |